# 可鲁普国家公园
可鲁普国家公园是喀麦隆西南省的一座国家公园，面积1259平方公里，建立于1986年。园内以热带雨林为主。科学家认为，园内的植物含有治疗癌症和艾滋病的成分 。

## 动物
可鲁普国家公园拥有超过300种鸟类，包括灰颈岩眉鸟、灰颈岩鸟、鸻鸟、黑侏儒鸟、白冠犀鸟、黑盔鸟、黄盔鸟、红咀侏儒鸟、蓝喉宝鸟、蓝布谷鸟、森林知更鸟等。此外，还有170多种爬行动物、140多种鱼类 。